# Liste der Bodendenkmäler in Insingen
Auf dieser Seite sind die Bodendenkmäler in der mittelfränkischen Gemeinde Insingen zusammengestellt. Diese Tabelle ist eine Teilliste der Liste der Bodendenkmäler in Bayern. Grundlage ist die Bayerische Denkmalliste, die auf Basis des Bayerischen Denkmalschutzgesetzes vom 1. Oktober 1973 erstmals erstellt wurde und seither durch das Bayerische Landesamt für Denkmalpflege geführt wird. Die folgenden Angaben ersetzen nicht die rechtsverbindliche Auskunft der Denkmalschutzbehörde.

## Bodendenkmäler in Insingen
| Lage       | Objekt                                                                                | Akten-Nr.     | Bild         |
| ---------- | ------------------------------------------------------------------------------------- | ------------- | ------------ |
| (Standort) | Siedlung vorgeschichtlicher Zeitstellung.                                             | D-5-6626-0049 |              |
| (Standort) | Siedlung der Linearbandkeramik.                                                       | D-5-6626-0050 |              |
| (Standort) | Siedlung des Neolithikums und der Urnenfelderzeit.                                    | D-5-6626-0051 |              |
| (Standort) | Siedlung des Neolithikums.                                                            | D-5-6626-0052 |              |
| (Standort) | Siedlung der Steinzeiten.                                                             | D-5-6626-0053 |              |
| (Standort) | Siedlung der Steinzeiten.                                                             | D-5-6626-0054 |              |
| (Standort) | Siedlung des Neolithikums und der Latènezeit.                                         | D-5-6626-0055 |              |
| (Standort) | Siedlung des Neolithikums, der Urnenfelderzeit und der Hallstattzeit.                 | D-5-6626-0058 |              |
| (Standort) | Siedlung der Urnenfelderzeit.                                                         | D-5-6626-0059 |              |
| (Standort) | Siedlung des Neolithikums und der Urnenfelderzeit.                                    | D-5-6626-0061 |              |
| (Standort) | Siedlung der Latènezeit.                                                              | D-5-6626-0062 |              |
| (Standort) | Siedlung des Neolithikums.                                                            | D-5-6626-0063 |              |
| (Standort) | Siedlung des Neolithikums und der Bronzezeit.                                         | D-5-6626-0064 |              |
| (Standort) | Siedlung vorgeschichtlicher Zeitstellung.                                             | D-5-6626-0065 |              |
| (Standort) | Siedlung des Neolithikums, der Urnenfelderzeit und der Latènezeit.                    | D-5-6626-0067 |              |
| (Standort) | Siedlung des Neolithikums.                                                            | D-5-6626-0069 |              |
| (Standort) | Siedlung des Neolithikums.                                                            | D-5-6626-0070 |              |
| (Standort) | Siedlung des Neolithikums.                                                            | D-5-6626-0072 |              |
| (Standort) | Siedlung vorgeschichtlicher Zeitstellung.                                             | D-5-6626-0073 |              |
| (Standort) | Mittelalterliche und frühneuzeitliche Befunde im Bereich der Evang.-Luth. Pfarrkirche | D-5-6626-0088 |              |
| (Standort) | Siedlung vorgeschichtlicher Zeitstellung.                                             | D-5-6626-0095 |              |
| (Standort) | Mittelalterlicher Burgstall.                                                          | D-5-6627-0165 | Bodendenkmal |
| (Standort) | Siedlung des Neolithikums.                                                            | D-5-6627-0166 |              |
| (Standort) | Siedlung vor- und frühgeschichtlicher Zeitstellung und Siedlung des Neolithikums.     | D-5-6627-0167 |              |
| (Standort) | Mittelalterlicher Burgstall.                                                          | D-5-6627-0169 |              |
| (Standort) | Siedlung der Steinzeiten.                                                             | D-5-6627-0170 |              |
| (Standort) | Siedlung des Neolithikums.                                                            | D-5-6627-0172 |              |
| (Standort) | Siedlung des Neolithikums und der Urnenfelderzeit.                                    | D-5-6627-0173 |              |
| (Standort) | Siedlung des Neolithikums.                                                            | D-5-6627-0174 |              |
| (Standort) | Siedlung des Neolithikums.                                                            | D-5-6627-0175 |              |
| (Standort) | Siedlung des Neolithikums und der Latènezeit.                                         | D-5-6627-0176 |              |
| (Standort) | Siedlung vorgeschichtlicher Zeitstellung.                                             | D-5-6627-0178 |              |
| (Standort) | Siedlung des Neolithikums und der Hallstattzeit.                                      | D-5-6627-0179 |              |
| (Standort) | Siedlung der Urnenfelderzeit.                                                         | D-5-6627-0180 |              |
| (Standort) | Siedlung des Neolithikums.                                                            | D-5-6627-0181 |              |
| (Standort) | Siedlung vorgeschichtlicher Zeitstellung.                                             | D-5-6627-0182 |              |
| (Standort) | Siedlung vorgeschichtlicher Zeitstellung.                                             | D-5-6627-0185 |              |
| (Standort) | Siedlung vor- und frühgeschichtlicher Zeitstellung.                                   | D-5-6627-0187 |              |
| (Standort) | Kirchenwüstung und Friedhof des Mittelalters und der frühen Neuzeit.                  | D-5-6627-0283 |              |
| (Standort) | Siedlung der Steinzeiten.                                                             | D-5-6726-0001 |              |
| (Standort) | Siedlung des Neolithikums.                                                            | D-5-6726-0002 |              |
| (Standort) | Siedlung der Römischen Kaiserzeit.                                                    | D-5-6726-0003 |              |
| (Standort) | Siedlung der Bronzezeit.                                                              | D-5-6726-0005 |              |
| (Standort) | Siedlung des Neolithikums und der Latènezeit.                                         | D-5-6726-0006 |              |
| (Standort) | Siedlung der Urnenfelderzeit.                                                         | D-5-6727-0001 |              |
| (Standort) | Siedlung der Steinzeiten und der Urnenfelderzeit.                                     | D-5-6727-0002 |              |
| (Standort) | Freilandstation des Mesolithikums und Siedlung der Urnenfelderzeit.                   | D-5-6727-0004 |              |
| (Standort) | Freilandstation des Mesolithikums.                                                    | D-5-6727-0006 |              |